# Altenmarkt-Zauchensee
Altenmarkt-Zauchensee är ett vintersportområde i kommunen Altenmarkt im Pongau i förbundslandet Salzburg i Österrike. Här har bland annat deltävlingar vid världscupen i alpin skidåkning genomförts. 

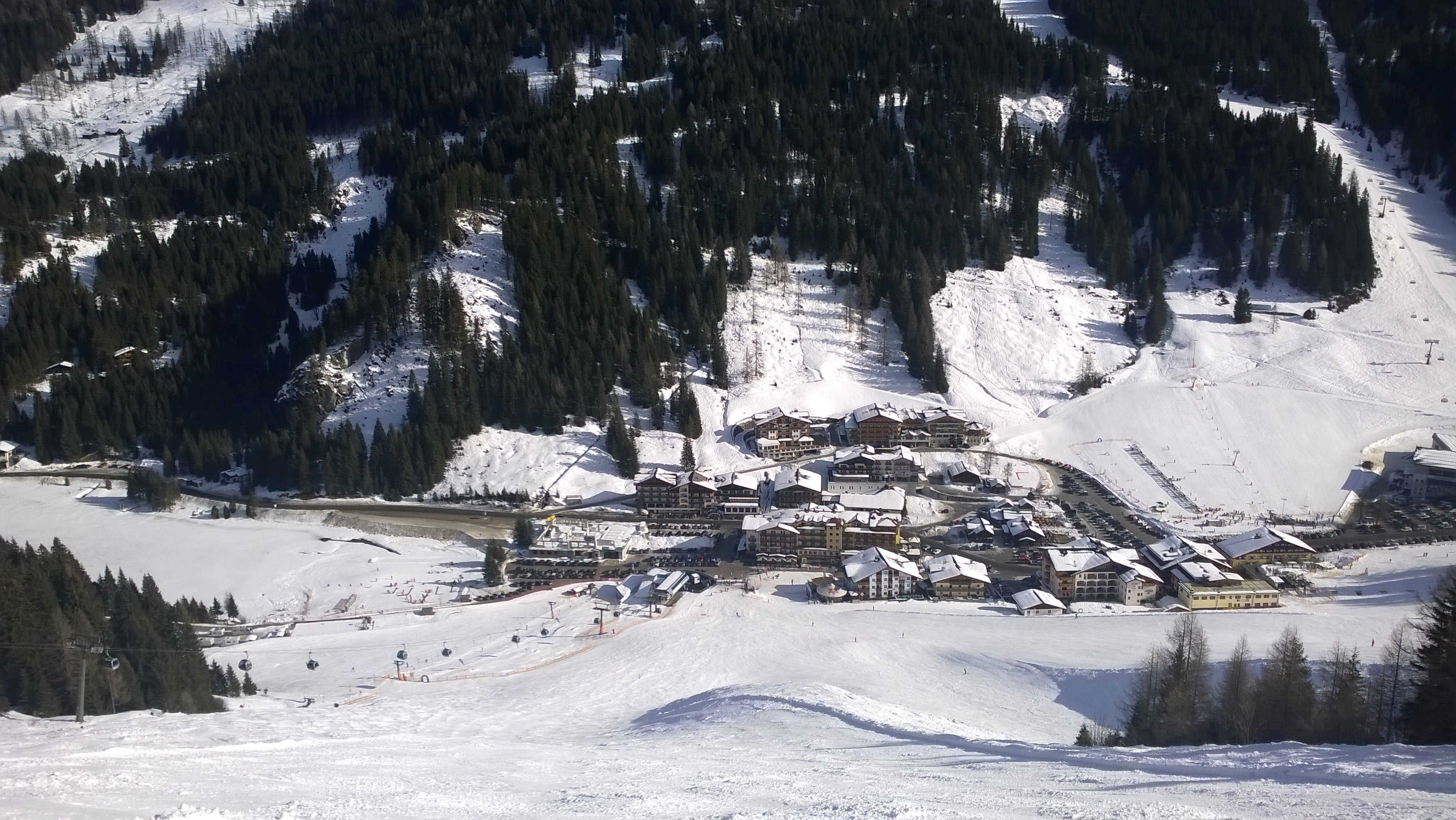
Altenmarkt-Zauchensee

### Fotnoter
1. ↑  ”Kalender Altenmarkt-Zauchensee - Alpint”. Eurosport. 13-14 januari 2007. Arkiverad från originalet den 23 februari 2014. https://web.archive.org/web/20140223033135/http://www.eurosport.se/alpint/altenmarkt-zauchensee/2006-2007/calendar-result_gnd2.shtml. Läst 13 februari 2014.